# 堀內次雄
堀內次雄（日语：ほりうち つぎお／つぐお，1873年5月25日—1955年5月12日 ）是日治時期活躍的醫師、教育家、學者。出生於日本兵庫縣，甲午戰爭時被任命為軍醫並隨隊來臺。

## 生平

### 早年經歷
1873年（明治六年），堀內次雄出生於丹波國多紀郡篠山北新町（今日丹波篠山北新町），是堀內直學之長男，1888年（明治21年）繼承為家督。
1894年（明治二十七年）畢業於仙臺第二高等學校醫學部（1950年併入東北大學醫學部）。1895年（明治二十八年）一月得醫術開業免狀，同年三月被任命為三等軍醫。隔年馬關條約簽訂後，臺灣進入日本統治時期，堀內次雄跟隨軍團來臺。當時霍亂流行，導致大量日軍死亡（患者總計5,459名，死者3,916名）。

### 來臺任職
1896年（明治二十九年）隸屬於台灣總督府的台北縣警察部衛生課先後委託堀內次雄、緒方正規、山極勝三郎等人，來臺研究鼠疫，並在臺北府城小南門成立衛生試驗室，進行鼠疫菌的檢查，並提議醫生在診斷患者後，應抽血進行顯微鏡檢驗，對鼠疫相關的官方防疫措施（如臺北臨時鼠疫預防委員會）的設置，造成影響。隔年，堀內次雄開始在台北病院（今臺大醫院舊館）擔任醫生。
1899年（明治三十二年）五月任命為臺灣總督府醫學校助教授兼舍監、醫院醫生。
1908年（明治四十一年）三月任命為臺灣總督府醫學校的教授兼醫院院長。
1910年（明治四十三年）八月任命為1911年德勒斯登 第一屆萬國衛生博覽會委員。
1912年（大正元年）提交論文並獲得醫學博士學位，成為多紀郡第一位醫學博士。
1914年（大正三年）五月任命為中央衛生會委員。
1915年（大正四年）三月任命為台灣總督府醫學校校長。醫學校創立二十五週年（1924年）的紀念明信片上，印有校長任期剛滿十年的堀內次雄。
另外，堀內次雄還曾經擔任臺灣總督府中央研究所所長、紅十字會台灣分部院長、帝國在鄉軍人會 台灣分會會長、臺灣總督府評議委員等。

## 身後事
1955年（昭和三十年）5月12日，堀內次雄先生於故鄉逝世，其在臺灣之門下學生於同年6月25日在高雄醫學院舉辦追悼會，陳江山、楊金虎、杜聰明（時任高雄醫學院院長）、王受祿、韓石泉、楊元翰等人皆有出席。
韓石泉發表悼詞〈悼堀內師〉：「堀內先生和一般日人不同……他教臺灣青年日語，而自己學習臺語，其偉大精神由此可見一斑。堀內先生門人多是當時民族運動先鋒，先生非不同情此項運動，深恐門人因此受虧，余亦受其勸告。當時曾對先生不滿，及今思之，始覺先生用心之苦，而處境之難也。」

## 研究發表
- 〈最近瘧疾病論──特別是日本的研究成果〉堀內次雄、羽鳥重郎、久保信之、吉田垣藏 著（1913年）[5]
- 〈癩病是遺傳病或者傳染病？〉（癩は遺傳病か將た傳染病か）（1931）[16]
- 〈臺灣醫療衛生年表1895-1945〉堀內次雄、丸山方登 著（1946）[5]